# Râul Dumicuș
Râul Dumicuș este un curs de apă, afluent al râului Șușița. 